# スフォルツァ騎馬像
スフォルツァ騎馬像（スフォルツァきばぞう）は、レオナルド・ダ・ヴィンチが製作に着手したものの、未完成に終わった騎馬像である。製作が中断したため現物は存在しないが、名古屋市で復元が試みられ、名古屋国際会議場の中庭に展示されている。

## 来歴
レオナルド・ダ・ヴィンチが当時のミラノ公ルドヴィーコ・スフォルツァから「世界最大のフランチェスコ・スフォルツァ将軍（ルドヴィーコの父）の製作を」との命を受けて製作に着手した騎馬像である。ブロンズでの製作を目指し、1493年11月に馬の部分の原型像（粘土製）が完成したものの、戦争のためブロンズ化は中止され、その後原型像も破壊されてしまった（1499年にミラノに侵攻したフランス軍兵士たちの弓の的にされた）。そのため完成することはなく、「幻の像」となっていた。
1989年、名古屋市の市制100周年を記念して世界デザイン博覧会での展示を目指し、田中英道、麻生秀穂、蔭山正人、石塚明夫によって復元が試みられた。まず、1967年にマドリードで発見された手稿やデッサンを元に全高2メートルの粘土像を製作し、その像をコンピュータで拡大したものを製作することになった。しかし、重量を計算した結果、ブロンズ製で製作した場合には脚部が重量に耐えられないことが判明し、材質を繊維強化プラスチック（FRP）に変更した上で完成した。完成寸法は、全高8.3m・幅3.6m・全長8.8m。完成後は世界デザイン博の創造工房東海銀行館に展示され、博覧会の終了後に東海銀行から名古屋国際会議場に寄贈され、現在は同会議場の中庭に展示されている。